# Pace Wu
Pace Wu (chino tradicional:吳佩慈; chino:吳佩慈 , pinyin: Wu Pèicí, 4 de octubre de 1978) es una modelo, actriz y cantante taiwanesa.

## Filmografía

### Películas
| Año  | Título en chino | Título en inglés           | Personaje |
| ---- | --------------- | -------------------------- | --------- |
| 2000 |                 | A War Named Desire         |           |
| 2001 |                 | United We Stand and Swim   | Audrey    |
| 2004 |                 | Photo Album of the Village | Rin       |
| 2005 |                 | Into the Sun               | Mai Ling  |
| 2006 | 至尊無賴        | Undercover Hidden Dragon   |           |
| 2006 |                 | Marriage With a Fool       | Josephine |

### Serie televisiva
| Año  | Título en chino | Título en inglés | Personaje      |
| ---- | --------------- | ---------------- | -------------- |
| 2002 | 流星花園 II     | Meteor Garden II | Ying Xiao Qiao |
| 2004 | 嗨！親爱的      | Hi! Honey        | Xu Tian Zhen   |
| 2009 | 協奏曲          | The Concerto     | Yuan Zhe       |

## Discografíaa
- 2005: Look at Me
- 2008: Glittering Night Course